# Profe por accidente
Profe por accidente es una película dominicana, estrenada el 17 de enero de 2013.

## Sinopsis
Francisco y Mon son dos buenos amigos. Mon se desempeña como profesor de Educación Física de un prestigioso colegio en Santo Domingo. Francisco trabaja en el Parque Zoológico Nacional, pero dada su mala conducta y faltas es cancelado. Al tiempo de perder su trabajo, pierde su casa en un incendio. Los acontecimientos provocan que Mon lo reciba en su casa y se le ocurra la idea de conseguirle trabajo en el colegio con su enamorada secreta quién es asistente de María Luisa, la directora general del plantel educativo. Una vez en el colegio, violando procedimientos y enfrentándose a los desafíos de impartir docencia, convivir con los demás profesores, ocurrirán situaciones hilarantes y de enredos que harán de Francisco y de Mon mejores personas y profesionales.

## Reparto
- Roberto Ángel Salcedo como Francisco.
- Fausto Mata como Mon.
- Carmen Elena Manrique como Lucia.
- Javier Alejo Cruz como Luis Ernesto
- Huguito Chávez como Cavadita
- Ángel Ureña como Alejandrito
- William Simón como Moncho
- Jatnna Tavárez
- Oscar Carrasquillo
- Rafael Alduey
- Josema Rodríguez
- Vivían Fatule
- Juliana O'neal
- Jhoel López

- Datos: Q11135305